# رونالد جی کلارک
رونالد جی کلارک (به انگلیسی: Ronald J. Clarke)، (۱۹۴۴) یکی از معروف‌ترین دیرین‌مردم‌شناسان در کشف پاکوچک؛ اسکلت فوق‌العاده‌ای از جنوبی‌کپی (آسترالوپیتکوس Australopithecus) است که در غار استرک‌فونتین، در آفریقای جنوبی شناسایی شده‌است. توصیف فنی بیشتر از جنبه‌های مختلف شرح او از اسکلت آسترالوپیتکوس در ژورنال (علم کواترنری Quaternary Science) منتشر شده‌است.
او همچنین قسمت‌هایی از جمجمه (انسان کارورز Homo ergaster SK 847) را کشف کرد. او همچنین نقش فعالی در کشف یک اسکلت جدید از (انسان ماهر Homo habilis) مربوط به (انسان رودولفی Homo rudolfensis) داشته‌است.